# William Griggs (inventeur)
Pour les articles homonymes, voir William Griggs et Griggs.
William Griggs (Grand Londres, 1832 — Worthing, 1911) est un inventeur britannique d'un procédé de chromolithographie connu sous le nom de photo-chromo-lithographie.
Associé au bureau de l'Inde, les publications pour lesquelles il produit des illustrations en couleur comprennent de nombreux ouvrages sur l'Inde.

## Biographie

### Jeunesse et formation
William Griggs naît à Lambeth, dans le Grand Londres, le 4 octobre 1832. Fils d'Ann et Isaac George Griggs, un gardien de loge du duc de Bedford à Woburn (Bedfordshire), qu'il perd dans son enfance, il est mis en apprentissage à l'âge de douze ans au métier de charpentier. À 18 ans, il est employé à Londres comme artisan dans la cour indienne de l'Exposition universelle de 1851.
Il améliore sa maigre éducation en suivant des cours du soir et, en 1855, il est choisi pour être assistant technique du rapporteur sur les produits indiens et directeur de l'India Museum (en), alors situé à East India House (en), siège londonien de la Compagnie britannique des Indes orientales.
Ses goûts artistiques et son vif intérêt pour la photographie sont encouragés par le Dr John Forbes Watson (en), qui devient son chef en 1858, et à son initiative, Griggs est installé à Fife House (Whitehall) (en), en attendant l'achèvement de l'India Office, dans un studio et des ateliers pour le travail photolithographique. Il s'y familiarise avec les procédés de photozincographie (en) découverts par le directeur général de l'Ordnance Survey, le général Sir Henry James (en).
Griggs se marie en 1855 avec Elizabeth Jane Gill (1834-1903),. En 1881, il vit à Camberwell avec son épouse et ses enfants : deux fils et deux filles, dont William, photographe, et Walter, artiste lithographe.

### Invention de son procédé de chromolithographie
Grâce à une expérience minutieuse, il William Griggs découvre que l'utilisation d'eau froide, au lieu d'eau chaude, pour développer le transfert, laisse la gélatine dans les blancs du transfert, ce qui donne une adhérence plus ferme à la pierre et sert de support aux lignes fines. Il invente également la photo-chromo-lithographie en imprimant d'abord à partir d'un transfert photolithographique une faible impression sur le papier pour servir de « clé » ; en séparant les couleurs sur des négatifs dupliqués par des vernis ; puis en photolithographiant les parties disséquées sur des pierres ; enfin en enregistrant et en imprimant chacune d'elles dans sa position et sa couleur particulière, avec la texture, la lumière et l'ombre de l'original.
Il réduit considérablement le coût de production des œuvres en couleur en adoptant une forme simplifiée de cette découverte : un transfert photolithographique d'un négatif de l'original sur la pierre, imprimé comme une « clé » dans une couleur appropriée, en superposant sur celle-ci, dans un registre exact, des teintes transparentes en harmonie avec l'original. Les couleurs opaques, lorsque cela est nécessaire, sont imprimées en premier.
Loin de garder le secret ou de breveter ces améliorations, Griggs les décrit et en a fait des démonstrations pratiques devant la London Photographic Society (le 14 avril 1868). Il est donc un pionnier dans la large diffusion du travail en couleur et de la fabrication de blocs de demi-teinte, et contribue à l'avènement de l'impression rotative,.

### Carrière

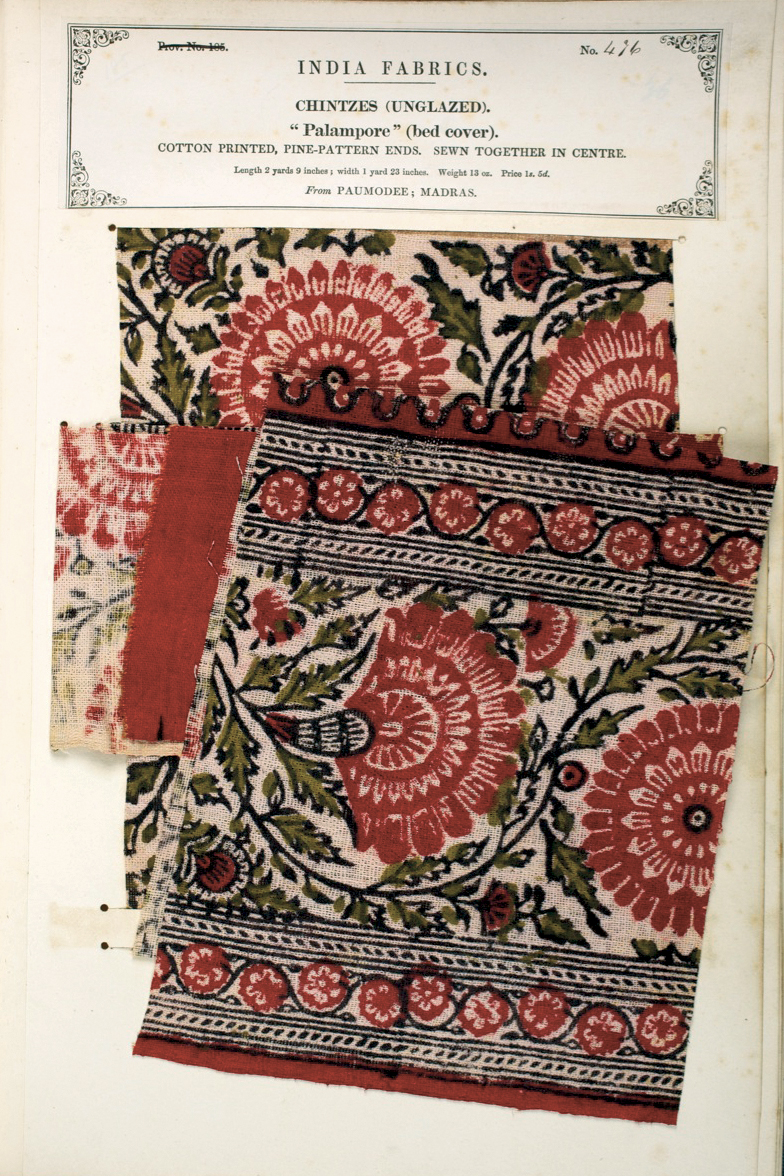
Une page du Textile Manufactures and the Costumes of the People of India.

Griggs établit un atelier de photolithographie dans sa résidence de Peckham en 1868, peu après la publication de sa première réalisation notable : les planches illustrant The Textile Manufactures and the Costumes of the People of India (1866) de John Forbes Watson (en). Elles sont suivies de celles illustrant Tree and Serpent Worship in India (1868), de James Fergusson.
Il reproduit certains des dessins du prince consort pour la reine Victoria (règne 1837 – 1901), et est par la suite chromolithographe de sa Majesté, puis du roi Édouard VII (règne 1901 – 1910). Bien que le contenu de l'India Museum ait été dispersé entre South Kensington (ancêtre du Victoria and Albert Museum) et ailleurs en 1878, William Griggs continue continue à servir le Bureau des Indes jusqu'en septembre 1885, se consacrant ensuite exclusivement à ses propres affaires.
Dans les reproductions de manuscrits anciens et de textes typographiques, Griggs connaît autant de succès que dans la chromolithographie. Sa production de cinquante copies du Mahābhāṣya (l'autorité standard sur la grammaire sanskrite), comprenant 4674 pages (1871), est réalisée pour 6 000 £ de moins que le devis pour un traçage du manuscrit original à la main. Ses in-quartos de Shakespeare, avec des introductions critiques par Frederick Furnivall et d'autres, en 43 volumes (1881-1891), sont vendus 6 shillings chacun ; les fac-similés tracés à la main par E. W. Ashbee sont vendus cinq guinées chacun.

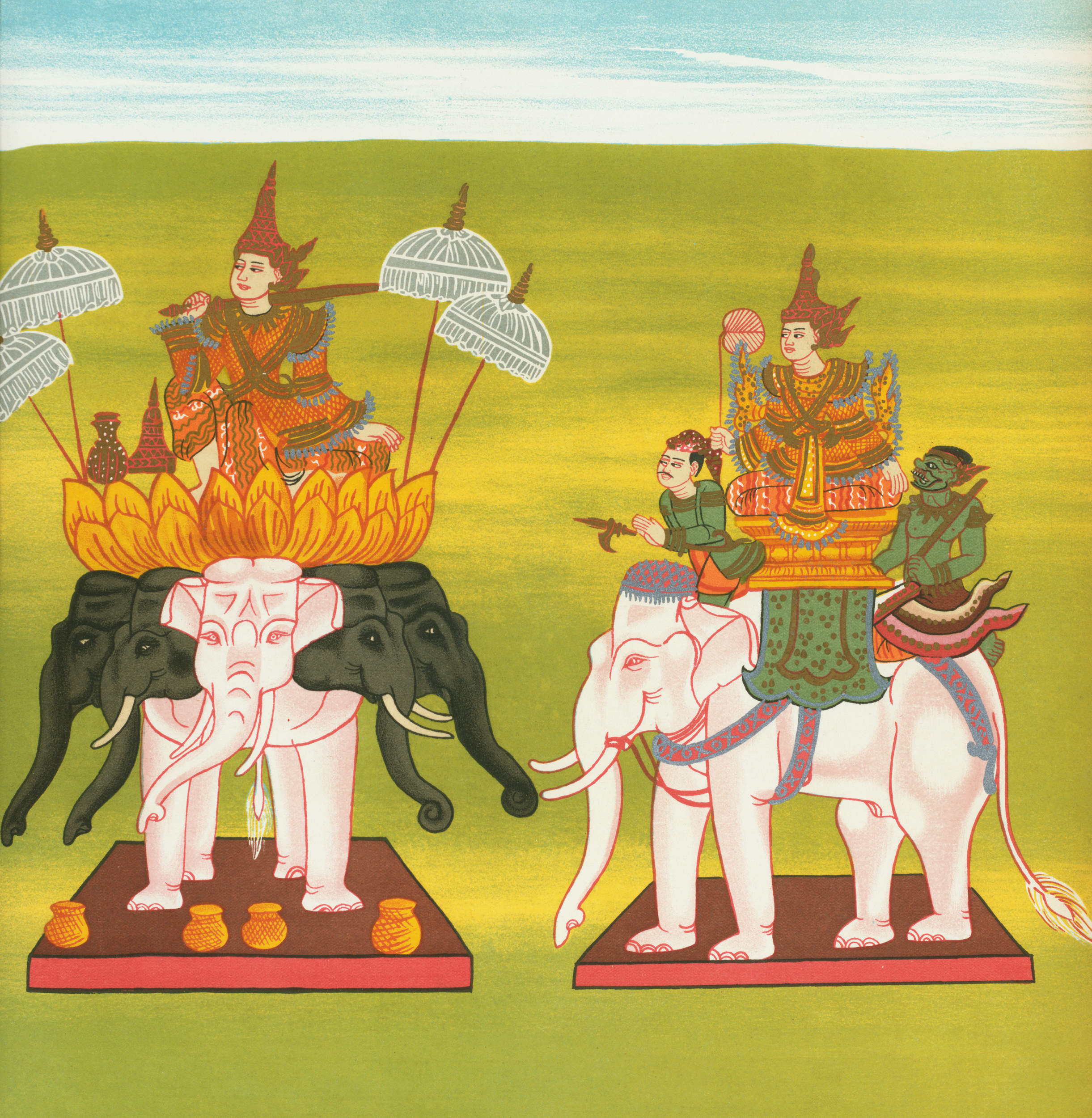
Lord of Five White Elephants (Ngázíshin nat) et Lord of the White Elephant of Aung Pinl (Aungbinlè Sinbyushin nat), tirées du The Thirty-Seven Nats: a phase of spirit worship prevailing in Burma.

À l'initiative de Sir George Birdwood (en), qui l'a constamment encouragé, Griggs obtient en 1881 le patronage du comité du conseil de l'éducation pour une série de Portfolios of Industrial Art, dont 200 avaient été publiés en 1912, principalement sélectionnés parmi les spécimens chinois, persans, arabes, siciliens, italiens, russes et espagnols du Victoria and Albert Museum.
Dans le cadre d'un accord avec le gouvernement indien, également négocié à l'initiative de George Birdwood, il publie à partir de janvier 1884 le Journal of Indian Art and Industry, un journal trimestriel. Asian Carpet Designs (1905, composé de 150 planches en couleur) est un ouvrage remarquable dans le même domaine, édité par le colonel Thomas Holbein Hendley (en) dont Griggs illustre par ailleurs les nombreux travaux sur l'art et l'histoire du Rajputana.
Griggs réussit également à illustrer des travaux tels que les rapports du Dr James Burgess sur l'archéologie de l'Inde occidentale pendant une longue série d'années, et ses Ancient Monuments of India (1897 à 1911) ; les fac-similés de manuscrits enluminés du British Museum (1889-1903) et d'autres travaux pour les administrateurs ; The Thirty-Seven Nats de Richard Carnac Temple (en) (1906) ; et de nombreux ouvrages scientifiques, tels que les Illustrations of British Fungi de Mordecai Cubitt Cooke (2e édition en 6 volumes, 1884-1888) ainsi que le Handbook correspondant (2e édition 1887).

### Dernières années
Dans les dernières années de sa vie, Griggs est aidé dans ses affaires par ses deux fils, et sa fille Alice travaille dans sa société comme secrétaire. La société W. Griggs & Sons, qui emploie huit hommes et quinze apprentis, devient une société publique le 20 décembre 1906,. Il en est pendant un certain temps le directeur général, mais en raison de problèmes de santé, il démissionne de tout lien avec la société en janvier 1910.
William Griggs meurt à Worthing, dans le Sussex de l'Ouest, le 7 décembre 1911. Il est enterré au cimetière de Forest Hill (Londres). Son deuxième fils, Walter, exploite une entreprise indépendante dans la lignée de son père.